# Miriam Medina Ortega
Miriam Medina Ortega (3 de diciembre de 1968) es una deportista cubana que compitió en judo. Ganó una medalla de bronce en el Campeonato Panamericano de Judo de 1986 en la categoría de –72 kg.

## Palmarés internacional
| Campeonato Panamericano | Campeonato Panamericano | Campeonato Panamericano | Campeonato Panamericano |
| Año                     | Lugar                   | Medalla                 | Categoría               |
| ----------------------- | ----------------------- | ----------------------- | ----------------------- |
| 1986                    | Salinas (Puerto Rico)   | Medalla de bronce       | –72 kg                  |